# Zesstreepuil
De zesstreepuil (Xestia sexstrigata) is een vlinder uit de familie van de uilen (Noctuidae).

## Beschrijving
De voorvleugellengte bedraagt tussen de 15 en 17 millimeter. De grondkleur van de voorvleugels is bruin, de tekening bestaat uit een netwerk van donkergekleurde dwarslijnen en aders.

## Waardplanten
De zesstreepuil gebruikt diverse kruidachtige en houtige planten als waardplanten. De rups is te vinden van september tot in mei. De soort overwintert als rups.

## Voorkomen
De soort komt verspreid over Europa voor.

### In Nederland en België
De zesstreepuil is in Nederland een zeldzame en in België een niet zo gewone soort. De vlinder kent één generatie, die vliegt van halverwege juli tot halverwege september.